# Ayam Taliwang

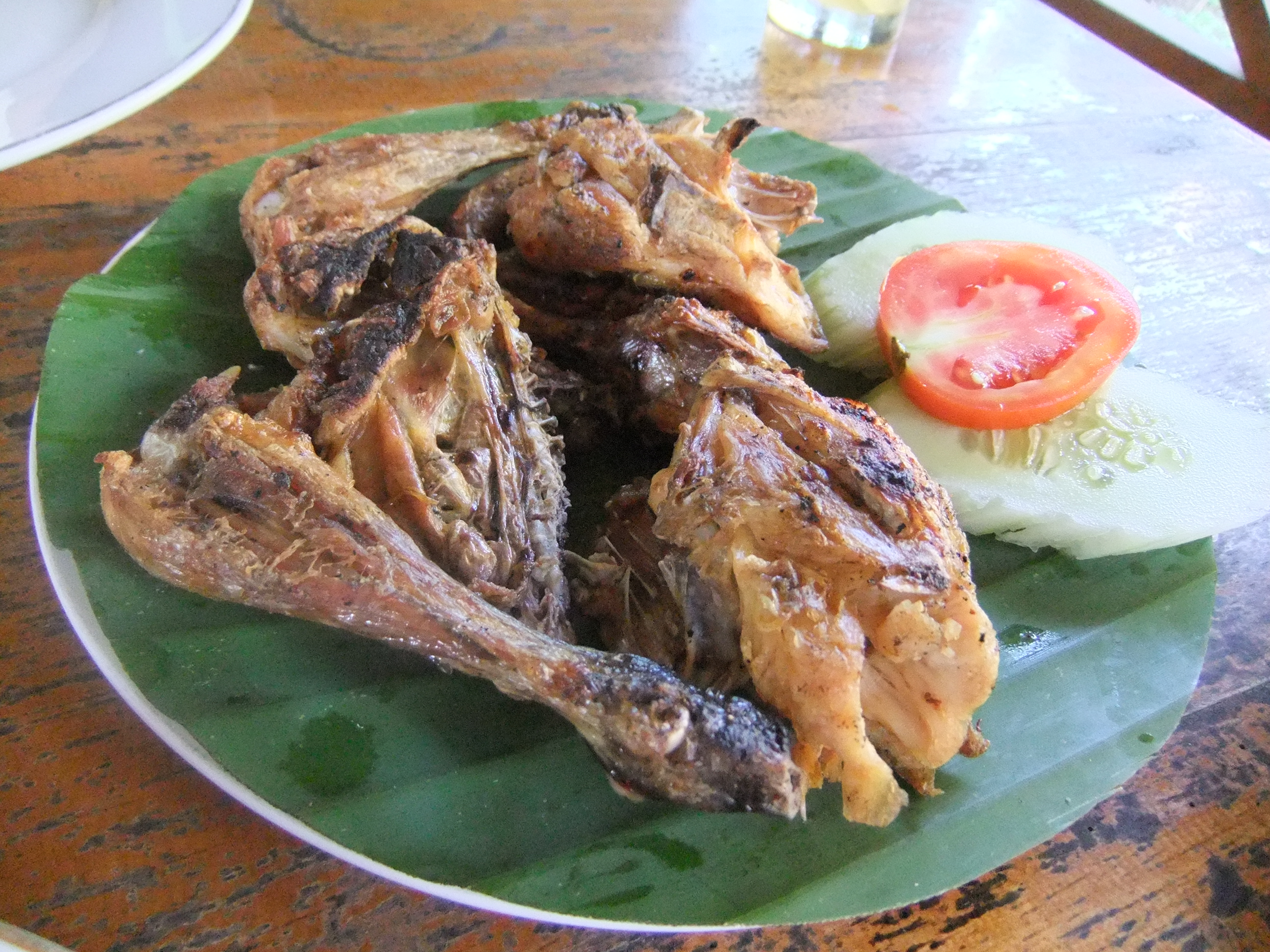
Ayam Taliwang

Ayam Taliwang hay còn gọi là món gà Taliwang là một món ăn từ thịt gà trong ẩm thực Indonesia tại Lombok. Đây là món gà theo kiểu gà nướng vị cay có màu sắc đẹp mắt, hấp dẫn. Ayam Taliwang có nguồn gốc từ đảo Lombok, nằm về phía đông của Bali. Nhưng hiện nay món gà này đã có mặt ở thủ đô Jakarta của Indonesia. Đây là món ăn bình dân, giá gà Ayam Taliwang với mức giá là 41.000 IRD (khoảng 65k) cho một con gà nướng hoặc chiên sốt cay.

## Đặc trưng

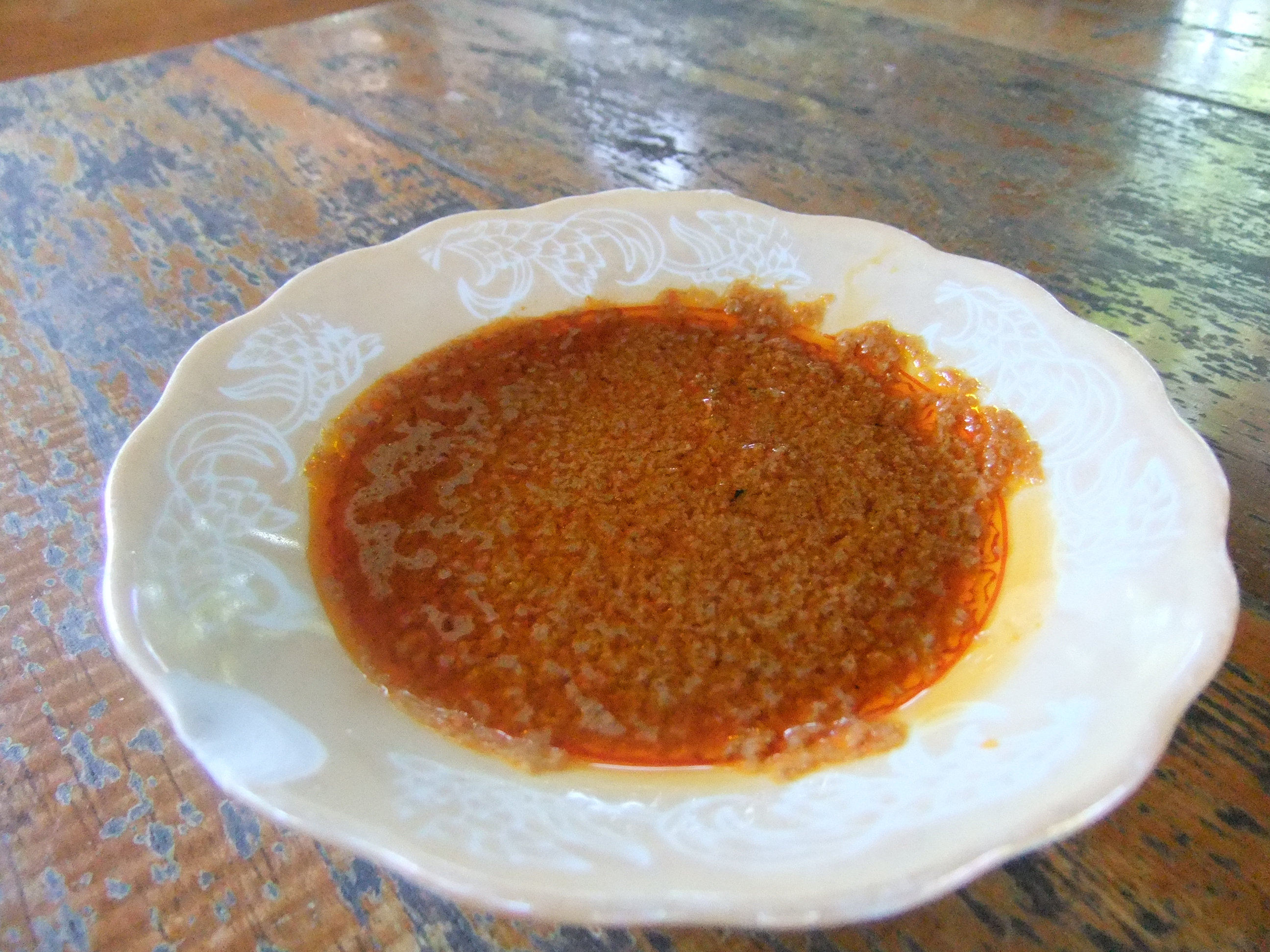
Nước sốt gà

Ayam Taliwang có thể là gà nướng hoặc gà chiên tùy cách lựa chọn phục vụ của từng quán. Món gà nướng cay được gọi là Ayam bakar và món gà chiên được gọi là Ayam goreng. Tuy nhiên, cho dù nướng hay chiên gì thì món gà này cũng hấp dẫn và trông ngon lành từ màu sắc, hình ảnh bên ngoài đến hương vị bên trong từng thớ thịt gà và thường các quán bình dân hay bán những con gà đang sắp chồng lên nhau đầy ắp trong tủ kính để mọi người chọn.
Gà Ayam Taliwang đã được tẩm ướp nhiều gia vị, trong đó ớt là thành phần không thể thiếu, gà sau khi được chiên hoặc nướng xong sẽ được cho thêm lớp nước sốt đầy ớt bên trên. Phần nước sốt ớt sẽ vừa có vị cay của ớt, vị thơm nồng của tỏi và vị mằn mặn của muối. Ngoài ra, nhiều cửa hàng còn đặt lên đĩa thêm vài lát quất để nếu thực khách thích ăn chua thì có thể vắt thêm vào. Phần nước sốt thấm vào từng thớ thịt gà nên khi đưa gà lên miệng cắn sẽ cảm nhận ngay độ ngon đủ vị.
Món gà này ngon còn nhờ vào nước sốt ăn kèm, tùy theo khẩu vị của từng người mà họ có thể chọn phần nước sốt đi kèm khác nhau. Có hai loại nước sốt dành cho món gà Ayam Taliwang là nước sốt siêu cay và nước sốt ngọt ngào. Hai loại này đều có phục vụ chung trong nhà hàng nhưng nhiều thực khác khi đã có ý định đi thưởng thức món cay thì hầu như ai đến đây cũng đều gọi loại gà kèm nước sốt siêu cay. Chỉ trừ khi thực khách là người không ăn được cay thì mới chọn loại nước sốt ngọt. Đặc biệt, thịt gà nướng dai dai lại thơm ngon đủ vị vì những con gà được nuôi theo kiểu gà thả vườn.